# Diocesi di Linz
La diocesi di Linz (in latino Dioecesis Linciensis) è una sede della Chiesa cattolica in Austria suffraganea dell'arcidiocesi di Vienna. Nel 2023 contava 931.760 battezzati su 1.526.200 abitanti. È retta dal vescovo Manfred Scheuer.

## Territorio
La diocesi comprende lo stato federato austriaco dell'Alta Austria.
Sede vescovile è la città di Linz, dove si trovano la cattedrale di Maria Immacolata e l'ex cattedrale di Sant'Ignazio. A Enns si trova l'ex cattedrale dell'antica arcidiocesi di Lorch (Lauriacum), dedicata a San Lorenzo.
Nel territorio diocesano sorgono 4 basiliche minori: la basilica di Santa Maria dei Sette Dolori nel quartiere Pöstlingberg di Linz; la basilica di San Michele del monastero di Mondsee; la basilica di Santa Maria a Attnang-Puchheim; la basilica di San Floriano dell'abbazia omonima a Sankt Florian.
Il territorio è suddiviso in 473 parrocchie.

## Storia
La diocesi è stata eretta il 28 gennaio 1785 con la bolla Romanus Pontifex di papa Pio VI, ricavandone il territorio dalla diocesi di Passavia.
Il 21 aprile 1971, con la lettera apostolica Martyrum sanguinem, papa Paolo VI ha confermato San Floriano patrono principale della diocesi.

## Cronotassi dei vescovi
Si omettono i periodi di sede vacante non superiori ai 2 anni o non storicamente accertati.
- Ernest Johann Nepomuk von Herbstein † (14 febbraio 1785 - 17 marzo 1788 deceduto)[2]
- Joseph Anton Gall † (15 dicembre 1788   18 giugno 1807 deceduto)
  - Sede vacante (1807-1814)
- Sigismund Ernst von Hohenwart, O.S.A. † (19 dicembre 1814 - 22 aprile 1825 deceduto)
  - Sede vacante (1825-1827)
- Gregorius Thomas Ziegler, O.S.B. † (25 giugno 1827 - 15 aprile 1852 deceduto)
- Franz Joseph Rudigier † (10 marzo 1853 - 29 novembre 1884 deceduto)
- Ernest Maria Müller † (27 marzo 1885   28 settembre 1888 deceduto)
- Franz von Sales Maria Doppelbauer † (11 febbraio 1889 - 2 dicembre 1908 deceduto)
- Rudolf Hittmair † (14 aprile 1909 - 5 marzo 1915 deceduto)
- Johannes Evangelist Maria Gföllner † (19 agosto 1915 - 3 giugno 1941 deceduto)
  - Sede vacante (1941-1946)
- Joseph Calasanz Fließer (Fliesser) † (11 maggio 1946 - 1º gennaio 1956 dimesso[3])
- Franz Sales Zauner † (1º gennaio 1956 succeduto - 15 agosto 1980 ritirato)
- Maximilian Aichern, O.S.B. (15 dicembre 1981 - 18 maggio 2005 dimesso)
- Ludwig Schwarz, S.D.B. (6 luglio 2005 - 18 novembre 2015 ritirato)
- Manfred Scheuer, dal 18 novembre 2015

## Statistiche
La diocesi nel 2023 su una popolazione di 1.526.200 persone contava 931.760 battezzati, corrispondenti al 61,1% del totale.
| anno | popolazione | popolazione | popolazione | presbiteri | presbiteri | presbiteri | presbiteri                | diaconi | religiosi | religiosi | parrocchie |
| anno | battezzati  | totale      | %           | numero     | secolari   | regolari   | battezzati per presbitero | diaconi | uomini    | donne     | parrocchie |
| ---- | ----------- | ----------- | ----------- | ---------- | ---------- | ---------- | ------------------------- | ------- | --------- | --------- | ---------- |
| 1950 | 978.480     | 1.133.000   | 86,4        | 1.154      | 692        | 462        | 847                       |         | 750       | 2.700     | 437        |
| 1970 | 1.115.281   | 1.209.181   | 92,2        | 875        | 358        | 517        | 1.274                     |         | 711       | 2.713     | 462        |
| 1980 | 1.121.993   | 1.248.015   | 89,9        | 1.049      | 566        | 483        | 1.069                     | 6       | 639       | 2.156     | 467        |
| 1990 | 1.080.545   | 1.237.748   | 87,3        | 923        | 494        | 429        | 1.170                     | 25      | 517       | 1.753     | 471        |
| 1999 | 1.085.113   | 1.388.500   | 78,2        | 806        | 457        | 349        | 1.346                     | 55      | 427       | 1.352     | 471        |
| 2000 | 1.080.800   | 1.377.700   | 78,4        | 802        | 458        | 344        | 1.347                     | 58      | 426       | 1.294     | 471        |
| 2001 | 1.073.800   | 1.380.000   | 77,8        | 795        | 445        | 350        | 1.350                     | 63      | 429       | 1.263     | 471        |
| 2002 | 1.073.500   | 1.382.000   | 77,7        | 778        | 438        | 340        | 1.379                     | 63      | 449       | 1.209     | 472        |
| 2003 | 1.070.794   | 1.386.000   | 77,3        | 763        | 431        | 332        | 1.403                     | 67      | 416       | 1.163     | 472        |
| 2004 | 1.067.298   | 1.388.500   | 76,9        | 754        | 423        | 331        | 1.415                     | 71      | 431       | 1.100     | 472        |
| 2013 | 1.000.314   | 1.423.000   | 70,3        | 680        | 378        | 302        | 1.471                     | 111     | 372       | 832       | 471        |
| 2016 | 991.600     | 1.440.000   | 68,9        | 625        | 353        | 272        | 1.586                     | 117     | 323       | 734       | 474        |
| 2019 | 963.820     | 1.480.000   | 65,1        | 581        | 335        | 246        | 1.658                     | 137     | 303       | 637       | 474        |
| 2021 | 927.906     | 1.493.279   | 62,1        | 542        | 310        | 232        | 1.712                     | 143     | 282       | 636       | 473        |
| 2023 | 931.760     | 1.526.200   | 61,1        | 498        | 286        | 212        | 1.871                     | 150     | 255       | 579       | 473        |

## Galleria d'immagini

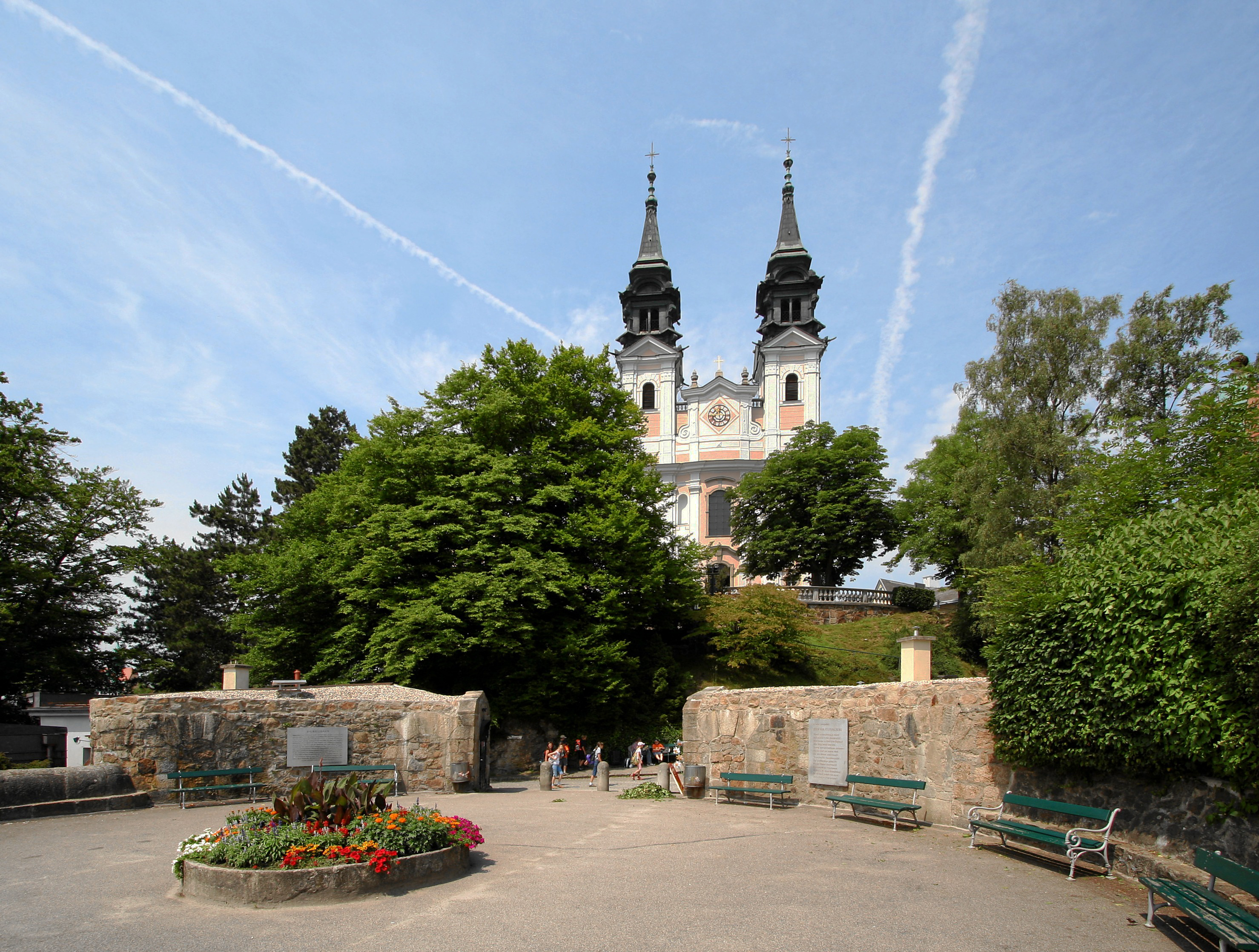
La basilica minore di Santa Maria dei Sette Dolori nel quartiere Pöstlingberg di Linz
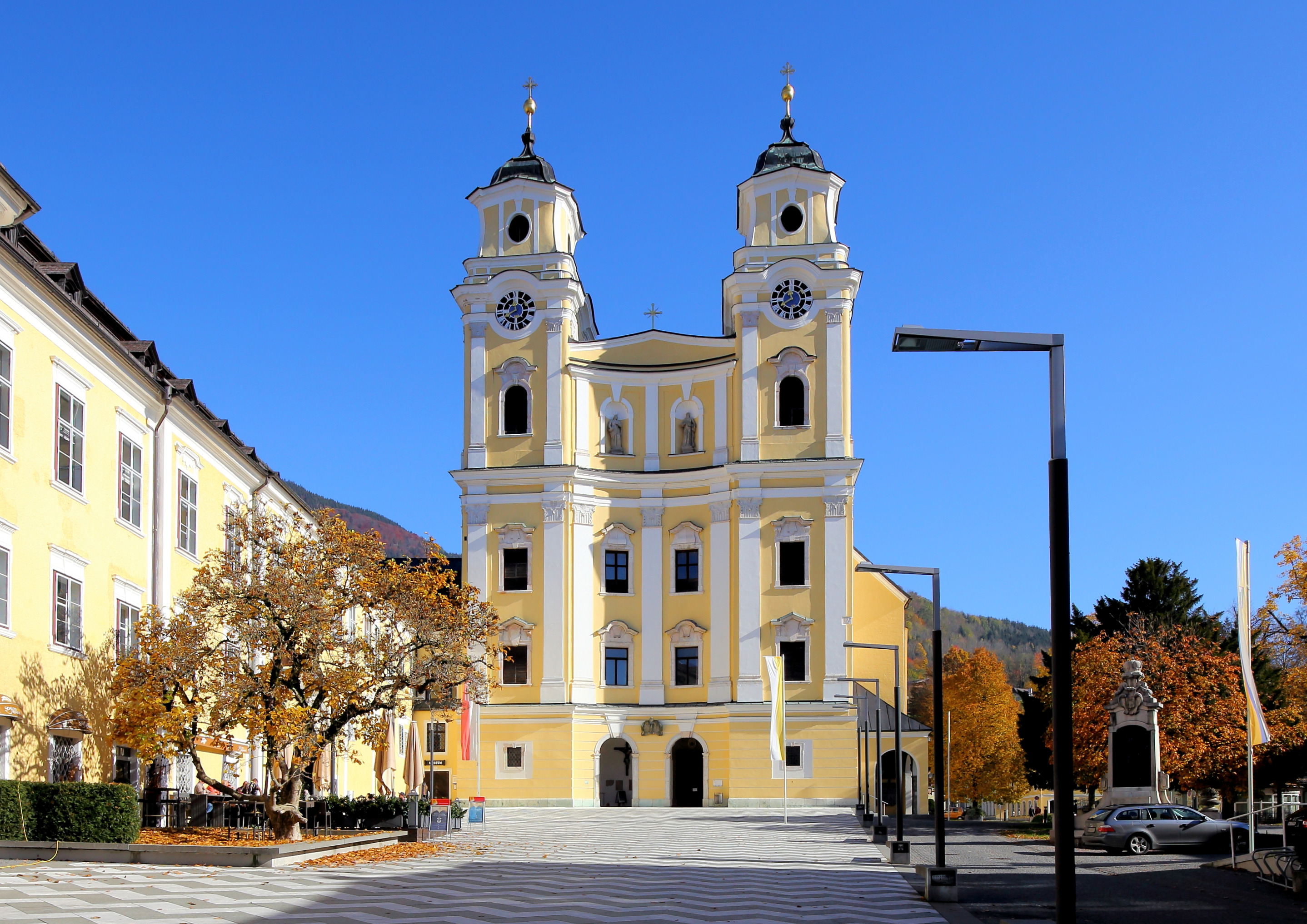
La basilica minore di San Michele del monastero di Mondsee
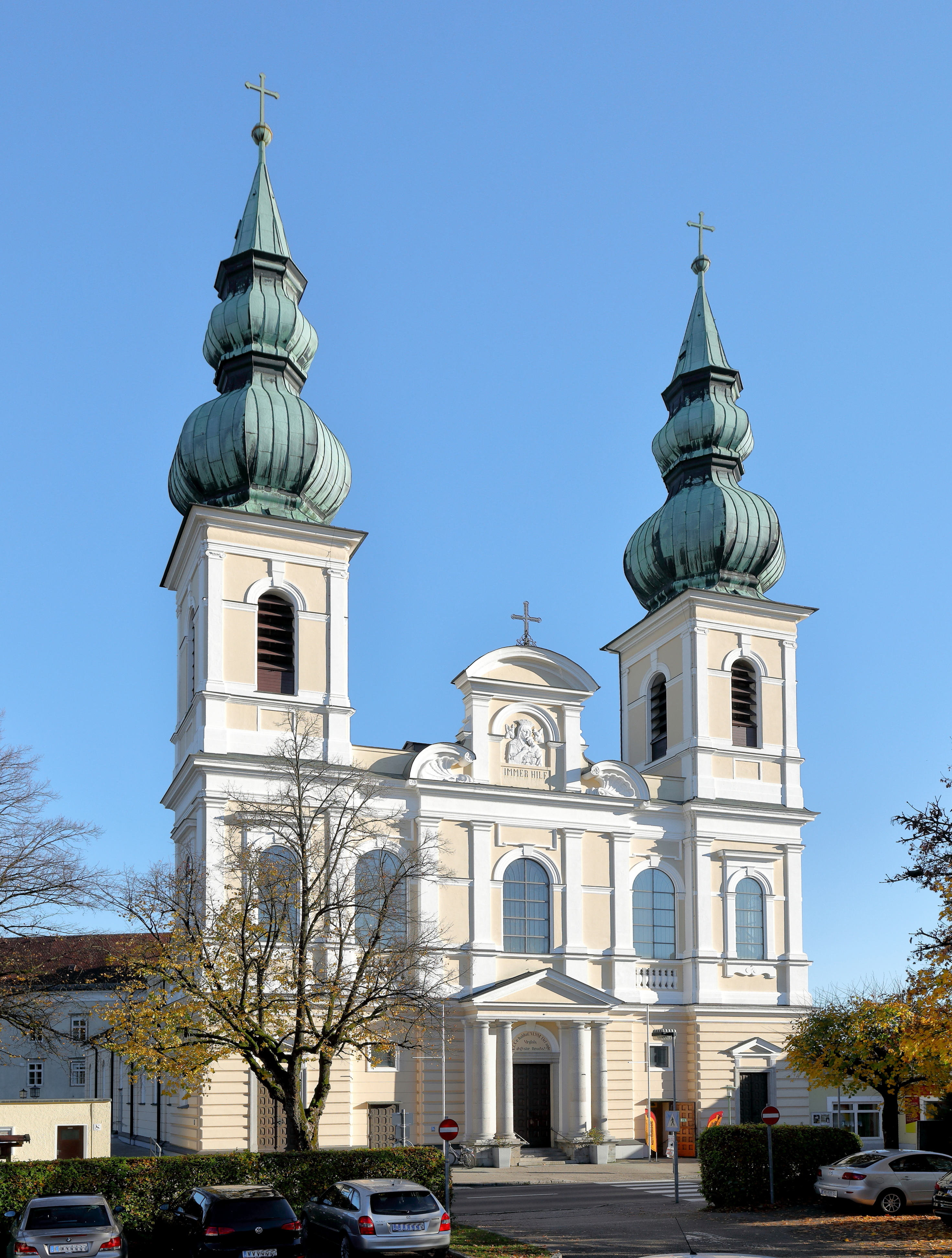
La basilica minore di Santa Maria a Attnang-Puchheim
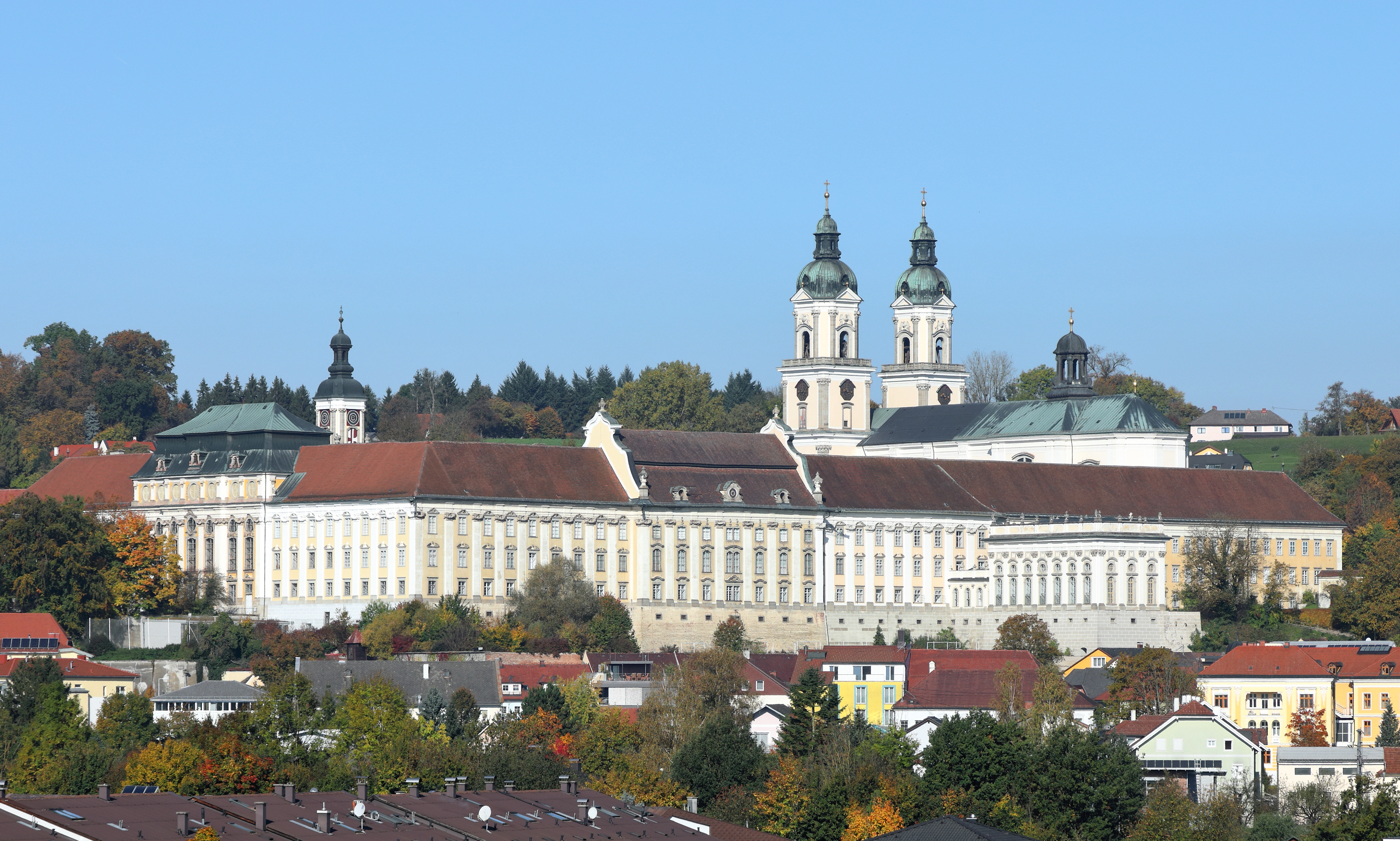
L'abbazia di San Floriano